# كتلة التمايز 86
كتلة التمايز 86 (CD86 أو B7-2) هو بروتين يبرز على الخلية المقدمة للمستضد ليوفر إشارات تحفيز مرافق لتحفيز وحياة الخلية التائية. كتلة التمايز 86 تمثل ربيطة للبروتين المرتبط بالخلايا اللمفاوية التائية السامة 4 وكتلة التمايز 28.
كتلة التمايز 86 تعمل ترادفيا مع كتلة التمايز 80.